# Джефферсон (округ, Нью-Йорк)
Шаблон:StateAbbr_ 43°59′ пн. ш. 76°03′ зх. д. / 43.99° пн. ш. 76.05° зх. д.
Округ Джефферсон (англ. Jefferson County) — округ (графство) у штаті Нью-Йорк, США. Ідентифікатор округу 36045.

## Історія
Округ утворений 1805 року.

## Демографія
За даними перепису
2000 року
загальне населення округу становило 111738 осіб, зокрема міського населення було 52897, а сільського — 58841.
Серед мешканців округу чоловіків було 57846, а жінок — 53892. В окрузі було 40068 домогосподарств, 28142 родин, які мешкали в 54070 будинках.
Середній розмір родини становив 3,07.
Віковий розподіл населення поданий у таблиці:
| Стать    | До 15 років | 15-21 | 22-29 | 30-39 | 40-49 | 50-65 | 65-85 | Понад 85 |
| -------- | ----------- | ----- | ----- | ----- | ----- | ----- | ----- | -------- |
| Чоловіки | 12685       | 7045  | 8350  | 9653  | 7814  | 7189  | 4695  | 415      |
| Жінки    | 12107       | 5391  | 5875  | 8339  | 7458  | 7205  | 6310  | 1207     |

## Суміжні округи
- Лідс і Ґренвіл, Онтаріо, Канада — північ
- Сент-Лоуренс — північний схід
- Льюїс — південний схід
- Освіго — південний захід
- Фронтенак, Онтаріо, Канада — північний захід

## Виноски
1. ↑  U.S. Decennial Census. United States Census Bureau. Архів оригіналу за 26 квітня 2015. Процитовано 5 січня 2015.
2. ↑  Historical Census Browser. University of Virginia Library. Архів оригіналу за 11 серпня 2012. Процитовано 5 січня 2015.
3. ↑  Population of Counties by Decennial Census: 1900 to 1990. United States Census Bureau. Архів оригіналу за 19 лютого 2015. Процитовано 5 січня 2015.
4. ↑  Census 2000 PHC-T-4. Ranking Tables for Counties: 1990 and 2000 (PDF). United States Census Bureau. Архів оригіналу (PDF) за 18 грудня 2014. Процитовано 5 січня 2015.
5. ↑  State & County QuickFacts. United States Census Bureau. Архів оригіналу за 7 червня 2011. Процитовано 12 жовтня 2013.(англ.) Наведено за англійською вікіпедією.
6. ↑  American FactFinder. Бюро перепису населення США. Архів оригіналу за 21 травня 2008. Процитовано 31 січня 2008.

| США | Це незавершена стаття з географії США. Ви можете допомогти проєкту, виправивши або дописавши її. |